# Lugia abyssicola
Lugia abyssicola är en ringmaskart som beskrevs av Uschakov 1972. Lugia abyssicola ingår i släktet Lugia och familjen Phyllodocidae. Inga underarter finns listade i Catalogue of Life.